# Université nationale Chungnam
L'Université nationale de Chungnam (en hangul : 충남대학교) est une université nationale de Corée du Sud située à Daejeon. Elle est l'une des 10 universités nationales de premier rang du pays. 

## Composantes

### Faculté de premier cycle
- Faculté de sciences humaines
- Faculté de sciences sociales
- Faculté de sciences de la nature
- Faculté d'économie et de management
- Faculté d'ingénierie
- Faculté d'agriculture et de sciences du vivant
- Faculté de droit
- Faculté de pharmacie
- Faculté de médecine
- Faculté d'écologie humaine
- Faculté d'arts et de musique
- Faculté de médecine vétérinaire
- Faculté de biosciences et de biotechnologies

### Faculté de cycle supérieur

#### Faculté spécialisées
- Faculté d'administration des entreprises
- Faculté de pédagogie
- Faculté d'administration publique
- Faculté de santé publique
- Faculté de sciences industrielles
- Faculté des droits de la propriété intellectuelle
- Faculté de paix et de sécurité

#### Faculté professionnalisantes
- École de droit
- École de médecine
- Faculté des sciences et des techniques de l'analyse